# Winifred (Montana)
Pour les articles homonymes, voir Winifred.
Winifred est une municipalité américaine située dans le comté de Fergus au Montana. Selon le recensement de 2010, sa population est de 208 habitants. La municipalité s'étend alors sur une superficie de 0,50 mille carré (1,29 km2).
La localité est fondée en 1913 lors de l'arrivée du Milwaukee Railroad. Elle est probablement nommée en l'honneur de la fille de l'un des dirigeants du chemin de fer.